# Onconeura
Onconeura är ett släkte av tvåvingar. Onconeura ingår i familjen fjädermyggor.
Kladogram enligt Catalogue of Life:
| Onconeura | \| \| Onconeura desertica \| \| \| \| \| \| Onconeura semifimbriata \| \| \| \| \| \| Onconeura undecimata \| \| \| \| |
|           | \| \| Onconeura desertica \| \| \| \| \| \| Onconeura semifimbriata \| \| \| \| \| \| Onconeura undecimata \| \| \| \| |
|           | Onconeura desertica |
|           | |
|           | Onconeura semifimbriata                                                                                                |
|           | |
|           | Onconeura undecimata                                                                                                   |
|           | |